# Che brutta vita/Se vai al mare
Che brutta vita/Se vai al mare è il primo singolo del duo Gigi & Andrea, pubblicato dalla New Polaris (catalogo FK 42) nel 1977.
Entrambi i brani sono editi dalla Edizioni musicali Giovane e scritti da Bruno Pallesi, noto anche con lo pseudonimo di "Billy Woost" (specialmente per le musiche).

## Tracce

### Lato A
1. Che brutta vita – 2:46

### Lato B
1. Se vai al mare – 2:47